# Mistrzowie strongman: Iran
Mistrzowie strongman: Iran – doroczne, indywidualne zawody siłaczy, organizowane w Iranie.

## Mistrzowie
| Rok  | Mistrz            |
| ---- | ----------------- |
| 1999 | nieznany          |
| 2000 | Hamid Soltan      |
| 2001 | Mohdi Mirdavodi   |
| 2002 | nieznany          |
| 2003 | nieznany          |
| 2004 | nieznany          |
| 2005 | Farzad Mousakhani |
| 2006 | Farzad Mousakhani |
| 2007 | nieznany          |
| 2008 | Farzad Mousakhani |